# 詞頻效應
詞頻效應（英語：word frequency effect）為認知心理學中一種心理現象，意即字詞辨識時間會隨著該字出現的頻率而改變。讀者對於出現頻率較高的詞，辨識速度會比低頻詞來得快。但辨識速度又會受到讀者對受測語言的熟練程度影響。這種現象可以延伸至其他不同的詞語構造中，如中文這類「非拼音文字」 。
若一個詞在日常談話中經常使用，如英文單字，則會被認為是高頻詞；反之，低頻詞即是人們日常談話中較不常使用的字詞，如。中文在日常談話中則會有不同使用層級的區別而影響詞彙出現的頻率。在字元與字詞當中亦有不同的出現頻率，而在拼寫的頻率上也會有所不同。

## 量測方法
多數的詞頻效應研究著重於眼球視線追蹤的相關數據。當閱讀高頻字時，受試者視線停留在該字詞的時間就較短。其中一項研究利用  眼球追蹤系統記錄受試者閱讀與主題相關的單句時的視線動態。若受試者需要理解字義時視線會停留較久，而閱讀時間隨之增加。研究結果顯示，為了理解而閱讀時，視線停留在字句的時間較單純掃描字句時來得長。
另一種測試詞頻效應的方法是利用腦波圖（EEG）。透過  獲得的數據會根據字彙的上下文而不同。 單句一開始的字詞若為被預期的字或為高頻字時，造成的  反應較低。這項研究發現那些可預期的字導致較低的  振幅，但頻率並沒有顯著影響。目前尚需更多研究才可得出字頻和腦波之間關係的較可靠解釋。
第三種測試詞頻效應的方式是利用反應時間，特別是朗誦時的反應時間。受試者被要求盡可能快速地誦讀出不同頻率的字。高頻字讀出的速度相較於低頻字來的快。

## 認知的影響
詞頻效應對於大腦如何編碼訊息有一定影響。當被要求用拼寫的方式拼出單字時，受試者拼出高頻字的速度比低頻字快。掃視字詞的時間則會根據目標字的頻率及用來預知目標單字的前導字之可信度而有所不同。在有可靠的前導字搭配下，受試者在高頻字的掃視時間較低頻字長。而當前導字無意義時，高頻字與低頻字的掃視狀況並無不同。受試者的視線停留時間則是依照相反的模式，在低頻字出現時會停留較久。該研究另外發現閱讀時高頻字較常被忽略。而閱讀高頻字時注視的持續時間較低頻字短。隨著字的頻率增加，大腦模組之間連結會增強，此現象有助於解釋腦部處理資訊的差異。

## 現實應用

### 書寫文字的詞頻效應

#### 前字效應
大部分語言中，某幾個特定字元的使用會較其他字元頻繁，如英文字母中的母音、m、r、s、t等等。然而中文裡每個獨立的字已是具有意義的最小語法單位，稱之為語素。超過 100,000 個中文語詞僅由相同的 5,000 多個中文字組成。中文讀者閱讀到第一個字時，他們於腦中即可推知該詞在接下來的文意中可能為何。若第一個字或有其他資訊讓讀者知道該詞是短而熟悉的，則該詞通常會被略過。
整體來說，中文字的頻率會比詞的頻率重要。一項研究發現中文詞中第一個字若為高頻字則受試者說出該詞的反應時間相較第一個字為低頻字時來得短。當受試者被要求進行詞彙抉擇時，前字效應較強的目標詞造成較久的反應時間。中文字「家」即是一個非常常見於其他字之前的高頻字。這些效應會受到後字的可預期程度或前字造成的目標字可預期程度牽制。另外若高頻率目標詞被其他高頻率詞包圍時，受試者對其反應會比被低頻詞包圍時快。

#### 紙筆測驗時
對字詞的快速反應有可能地在限時測驗中是不可或缺的能力。若試題使用高頻率字詞則有益於測驗者，測驗者可將時間更有效地分配至題目的其他部分。

#### 雙語主義
現今越來越多人學習外語，精通多國語言不在少數。而詞頻效應在第一語言和第二語言中可能不盡相同。一項研究探討同時精通英文和西班牙文的受試者在個別語言中的閱讀狀況。不同的第二語精通程度造成不同程度的詞頻效應；越精通詞頻效應越顯著。在兩種語言中若單字的頻率增加受試者的閱讀時間則減少。而第一語中字詞被跳過的頻率較第二語高。這意味第二語的低頻字比第一語的高頻字及低頻字都還難解讀。受試者對特定語言的熟練程度是影響詞頻效應很重要的因素。然而年齡亦是因素之一。較老的成人受試者對低頻字反應慢許多但對高頻字反應較年輕成年人快。

### 口語文字的詞頻效應
一些研究中，受試者被要求閱讀並快速朗讀一些高頻或低頻字及假字。高頻字較低頻字快被朗讀出來。而假字最慢。而朗讀低頻字時較高頻字容易出錯。

### 生活中的詞頻效應
一般道路駕駛時能快速辨認路標也是相當重要的。當車輛快速經過路標時僅有短暫時間可以讀出標示上的字樣。路標使用高頻字詞可有效提升路標辨識速度，尤其在時間短暫的高速路段更是重要。

## 批評
丹尼爾·佛葉（Daniel Voyer）進行詞彙抉擇中的側偏效應研究後，在2003年對頻率效應詞提出了一些批評。他的研究發現了以下兩者現象：
1. 頻效應只對於左視野展現有顯著影響。
2. 在條件案例下，詞頻率效應對於右視野展現有意義。

佛葉進一步假設大腦半球的不對稱性可能在詞頻效應中扮演重要角色。

## 未來發展
心理語言學家認為詞頻效應的未來研究需將啟發法納入考量，才得以判斷眼球動態在高頻字和低頻字之間的差異。